# Bartholomäus Bier
Bartholomäus Bier (* vor 1534; † um 1578) war ein deutscher Kommunalpolitiker im 16. Jahrhundert. Er galt als einer der bedeutendsten Bürgermeister Spandaus.

## Leben und Wirken
Ab Mai 1543 war er Student an der Universität Wittenberg. Von 1550 bis 1560 bekleidete er in Spandau das Amt eines Ratsherrn. Im Jahr 1559 wurde er vom Rat zum Obersten Richter ernannt. Ihm wurde von 1563 bis 1578 das Amt des Bürgermeisters von Spandau (das damals noch „Spandow“ genannt wurde) zuteil.
Über seine Geschichte ist nicht viel bekannt, außer dass er um 1578 gestorben ist. Sein bekanntestes geschichtliches Auftreten erfolgte in Verbindung mit den sogenannten Spandauer Knüppelkriegen. In der Folge musste Bartholomäus Bier mehrere Monate eingesperrt in der Festung von Kurfürst Joachim II. Hektor absitzen.

## Gedenken
Der Berliner Bezirk Spandau hat seinen ehemaligen Bürgermeister mit einer Gedenktafel in der Carl-Schurz-Straße 2–6, Spandau geehrt.